# Josef Javora
Josef Javora (22. října 1934 Chrlice – 13. února 2002 Brno) byl český (resp. moravský) řeckokatolický duchovní a básník.

## Životopis
Od mládí pracoval v dělnických profesích (mj. jako nástrojař v Kovolitu Modřice), od roku 1968 jako technik ve Státním výzkumném ústavu materiálu v Brně. V roce 1962 se oženil. Po tajném studiu teologie kněžské svěcení východního obřadu 26. února 1969 z rukou biskupa Eugena Kočiše. Veřejná pastorační činnost P. Josefa Javory začala až po roce 1989. Jako administrátor řeckokatolické farnosti v Kroměříži, pravidelně konával bohoslužby ve východním ritu v kapli u Sester Svatého Kříže v provinčním domě. Kromě toho v rodné farnosti v Brně-Židenicích vyučoval náboženství na základních školách, pravidelně se setkával se seniory, duchovně se staral i o nemocné, vedl katechetické kroužky. Vatikánská Kongregace pro východní církve mu udělila s platností od 24. října 2001 fakultu biritualismu (možnost sloužení bohoslužeb ve východním i západním obřadu) pro případy zastupování římskokatolických kněží v brněnské diecézi.
Zemřel v Brně, pohřben byl na židenickém hřbitově.
Celý život si psal do šuplíku básně, převážně krátké. Snažil se určitou myšlenku vždy říci co nejvíce stručně. Po jeho smrti vydala jeho rodina (s manželkou měli tři syny, syn Marcel Javora je římskokatolickým knězem) výbor z básní. 